# Сербинович, Константин Степанович
Константин Степанович Сербинович (? — 1874) — русский государственный деятель, тайный советник, почётный член Петербургской академии наук (1841); цензор, мемуарист.

## Биография
Родился в Вильно, где в то время служил его отец. Год рождения точно неизвестен; кроме года рождения — 1796 указываются также: в словаре Половцова указывается — около 1795; у Черейского — 1796; в ИС АРАН — 1797 или 1798. После выхода отца в отставку, семья поселилась в Полоцке; во время войны находились в Санкт-Петербурге.
Окончив курс в Полоцкой иезуитской академии в 1818 году, приехал в Санкт-Петербург и 15 мая поступил на службу актуариусом (без жалованья) в Коллегию иностранных дел. Впоследствии Сербинович служил в Департаменте духовных дел (с 1820), был цензором Главного цензурного комитета (1826—1830). В 1826 году был привлечён в «Комиссию для изысканий о злоумышленных обществах», которая расследовала дело декабристов — для переводов документов с польского языка. С 1833 по 1856 годы редактировал Журнал Министерства Народного Просвещения и одновременно в 1836—1853 годах состоял директором канцелярии обер-прокурора Святейшего Правительствующего Синода; с 1856 года — член Главного правления училищ, с 1857 года — директор Духовно-учебного управления при Святейшем Синоде; с 1859 года — член Комиссии прошений.
С 10 июня 1841 года — действительный статский советник, с 19 апреля 1853 года — тайный советник.
Сербинович был в дружеских отношениях с Н. М. Карамзиным (переводил на французский язык его «Историю Государства Российского»), о котором оставил интересные воспоминания («Русская Старина», 1874, том XI); вместе с Д. Н. Блудовым готовил по черновикам Карамзина к изданию двенадцатый том «Истории государства Российского». Был знаком с А. И. Тургеневым; любопытные письма к нему были напечатаны в «Русской Старине» (1881, тома XXI и XXXII; 1882, том XXXIV). В «Русской Старине» за 1899 год были напечатаны его «Воспоминания» о А. С. Шишкове.
Сербинович был издателем и редактором издания сочинений В. А. Жуковского (1857).
Член Петербургской Академии Наук (с 1839; с 1841 года — почётный член); член Археографической комиссии, Вольного общества любителей словесности, наук и художеств (избран 13 сентября 1823 года).
Умер 18 февраля (2 марта) 1874 года. Похоронен на Смоленском православном кладбище.

## Награды
- орден Св. Станислава 1-й ст. (1843)
- орден Св. Анны 1-й ст. с императорской короной (1849)
- орден Св. Владимира 2-й ст. (1851)
- орден Белого орла (1858)
- орден Св. Александра Невского (1871)